# Marus
Marus war im 5. Jahrhundert Bischof von Trier und wird als Heiliger verehrt. 

## Leben
Marus war einer der ersten Bischöfe nach dem Ende der römischen Zeit. Der Zeitraum seines Episkopats ist unbekannt. Es lag um 480/490. Der weitgehend fehlende Niederschlag seiner Person und anderer Trierer Bischöfe Ende des 5. und Anfang des 6. Jahrhunderts in zeitgenössischen Quellen spricht für eine relativ geringe (politische) Bedeutung der Trierer Kirche in dieser Zeit.
Marus soll die beschädigte Marienkirche (später St. Paulin) wieder renoviert haben. Diese Tätigkeit spricht dafür, dass sich die Trierer Kirche nach der Umbruchszeit der beginnenden fränkischen Herrschaft allmählich zu erholen begann. Er soll der Kirche auch das Marienpatrozinium übertragen haben. Dort ist er auch begraben. 

## Nachleben
Sein Grab lag im Chor des südlichen Seitenschiffes der alten romanischen Kirche. Ein Altar auch zu seinen Ehren wurde 1148 geweiht. Eine erste Abbildung findet sich im Egbert-Psalter des 10. Jahrhunderts.
Er wurde als Heiliger verehrt. Die Verehrung ist seit dem 10. Jahrhundert belegt. Er wurde besonders bei Arthritiserkrankungen angerufen. Dazu existieren Berichte von wundersamen Heilungen. Der Boden vor seinem Grab soll bereits in der frühen Neuzeit durch die Knie der Hilfesuchenden abgerieben gewesen sein. Verschiedene Reliquien des Heiligen wurden an andere Kirchen und Personen abgegeben. Eine gewisse Verbreitung hatte seine Verehrung in Lothringen. Sein Gedenktag ist der 26. Januar.
Die verbliebenen Überreste wurden wegen der Kriegsgefahr im 17. Jahrhundert vorübergehend in Sicherheit gebracht. Vor der Zerstörung der Kirche 1674 wurden sie erneut in die Stadt gebracht. Heute sind sie wieder in St. Paulin.